# Kriegerdenkmal 1914/18 (Mengerskirchen)

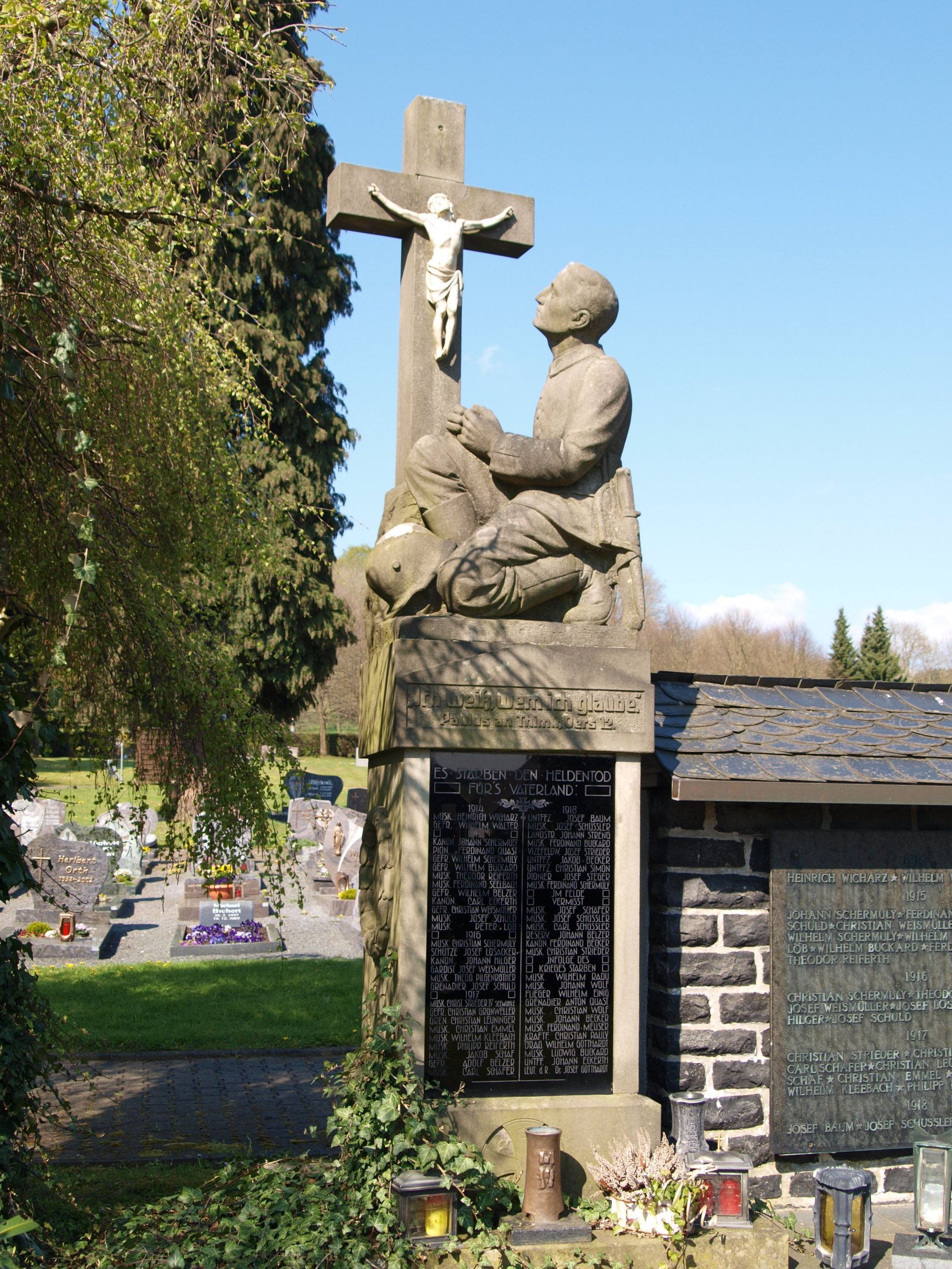
Kriegerdenkmal 1914/18 in Dillhausen

Das Kriegerdenkmal 1914/18 in Mengerskirchen, einer Gemeinde im mittelhessischen Landkreis Limburg-Weilburg, wurde in den 1920er Jahren errichtet. Das Kriegerdenkmal für die Gefallenen des Ersten Weltkrieges auf dem Friedhof an der westlichen Brückstraße ist ein geschütztes Kulturdenkmal.
Auf dem Sockel sind ein Kreuz und ein davor kniender Soldat in Andachtshaltung zu sehen. Die Sandsteinskulptur ist aus regionaler Herkunft.
Die Namen der getöteten Soldaten sind auf einer schwarzen Steintafel aufgeführt. 